# Hellcats
Hellcats är en amerikansk TV-serie med Alyson Michalka och Ashley Tisdale i huvudrollerna. Serien hade premiär i USA den 8 september 2010. Serien sändes på The CW Television Network. 

## Rollista
- Ashley Tisdale - Savannah Monroe
- Alyson Michalka - Marti Perkins
- Matt Barr - Dan Patch
- Heather Hemmens - Alice Vendura
- Sharon Leal - Vanessa Lodge
- Jeff Hephner - Red Raymond
- Gail O'Grady - Wanda Perkins
- Robbie Jones - Lewis Flynn
- Elena Esovolova - Patty 'The Wedge' Wedgerman
- D. B. Woodside - Derrick Altman